# Browallioideae
Browallioideae är en underfamilj i familjen potatisväxter vars släkten förekommer i Amerika. Omkring 10 släkten och cirka 210 arter räknas hit.

## Släkten
- Browalliasläktet (Browallia)
- Gulltrattssläktet (Streptosolen)
- Nattjasminssläktet (Cestrum)
- Trumpetblomssläktet (Salpiglossis)

- Reyesia
- Sessea
- Vestia

## Webbkällor
- GRIN - Genera of Solanaceae subfam. Browallioideae
- Angiosperm Phylogeny Website - Solanales